# Каутано
Каута̀но (на италиански: Cautano; на неаполитански: Cautan', Каутанъ) е село и община в Южна Италия, провинция Беневенто, регион Кампания, намиращ се на 75 km североизточно от Непал, на 13 km западно от Беневенто и на 13 km северно от Монтесарчио. Разположено е на 385 m надморска височина. Населението на общината е 2116 души (към 2010 г.). Каутано граничи с Камполи дел Монте Табурно, Фолянизе, Фрасо Телесино, Токо Каудио и Витулано.